# ショワルター安定指数
ショワルター安定指数（ショワルターあんていしすう、英: Showalter stability index）は、気象学において、大気の安定度を評価するために用いられる指数である。SSIと略称される場合も多い。日本では一般的に単位 ℃ が用いられるが、国際的にはケルビン (K) も用いられる。

## 概要
SSIの計算法は、まず850ヘクトパスカル (hPa) 面にある空気塊を500 hPa面まで強制的に持ち上げた場合の気温 Tp を求める。それにはエマグラム上で850 hPa面にある空気の気温と露点から出発して、この空気塊を最初は乾燥断熱減率に沿って持ち上げる。もしこの空気塊が500 hPaに到達するまでに飽和に達したら、それ以降は湿潤断熱減率に沿って持ち上げる。こうして500 hPa面まで強制的に持ち上げたときのその空気塊の気温が Tp である。この Tp を、実際の大気の500 hPa面の気温 T500 から差し引く。その気温差がSSIである。
{\displaystyle SSI=T_{500}-T_{p}}

SSIの値が0℃以下であるという事は、850 hPaから強制的に500 hPaまで持ち上げてきた空気塊の気温 Tp が、周囲に既にある空気の気温 T500 よりも暖かい事を意味する。それは下から持ち上げてきた空気塊の方が、周囲に既にある空気よりも比重が軽いという事である。したがって、下から持ち上げてきた空気塊は更に上昇を続けられる。つまり大気が不安定である事を意味している。
したがってSSIが0℃以下であれば大気は不安定であることを示し、SSIの値が負の方向に大きな値を持つほど、不安定の程度が強い事を意味し、それは驟雨や雷雨の起こりやすい状況である事を示す。理論的には負の値で不安定となるが、実際の大気では対流自身による温度混合や不確定要素があるため、実務的にはそれよりもやや広く幅を取って、「雷雨発生の可能性あり」と判断するしきい値は+2から4℃（場所や時期によって異なる）とすることが多い。
一般的に、SSIは850 hPaにおける気温と露点温度の現在値から、現在の大気の安定度を表現する指標であり、混合の少ない大気に向いている。